# دانشگاه فناوری کمنیتس

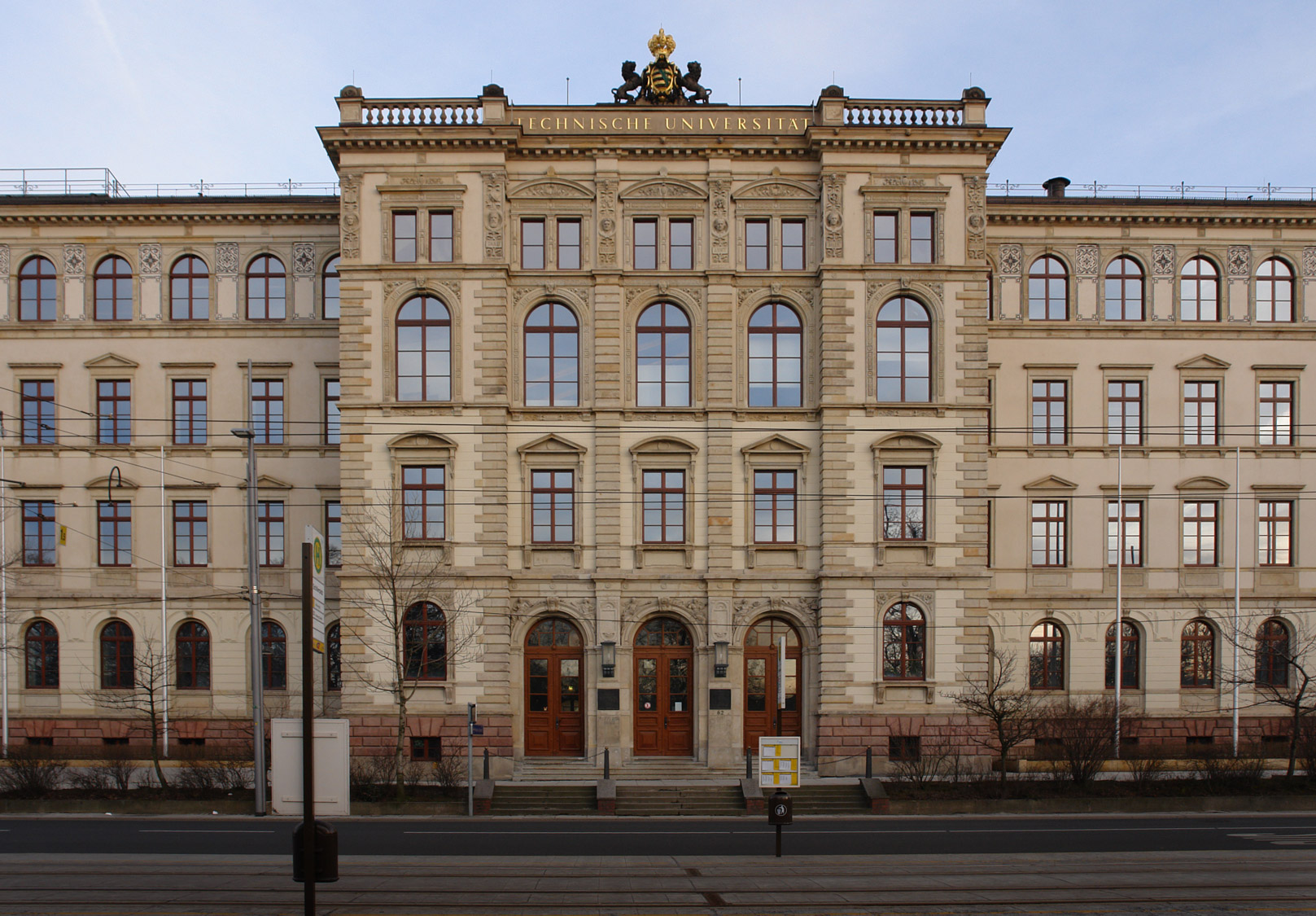
TU Chemnitz, main building entrance, Straße der Nationen

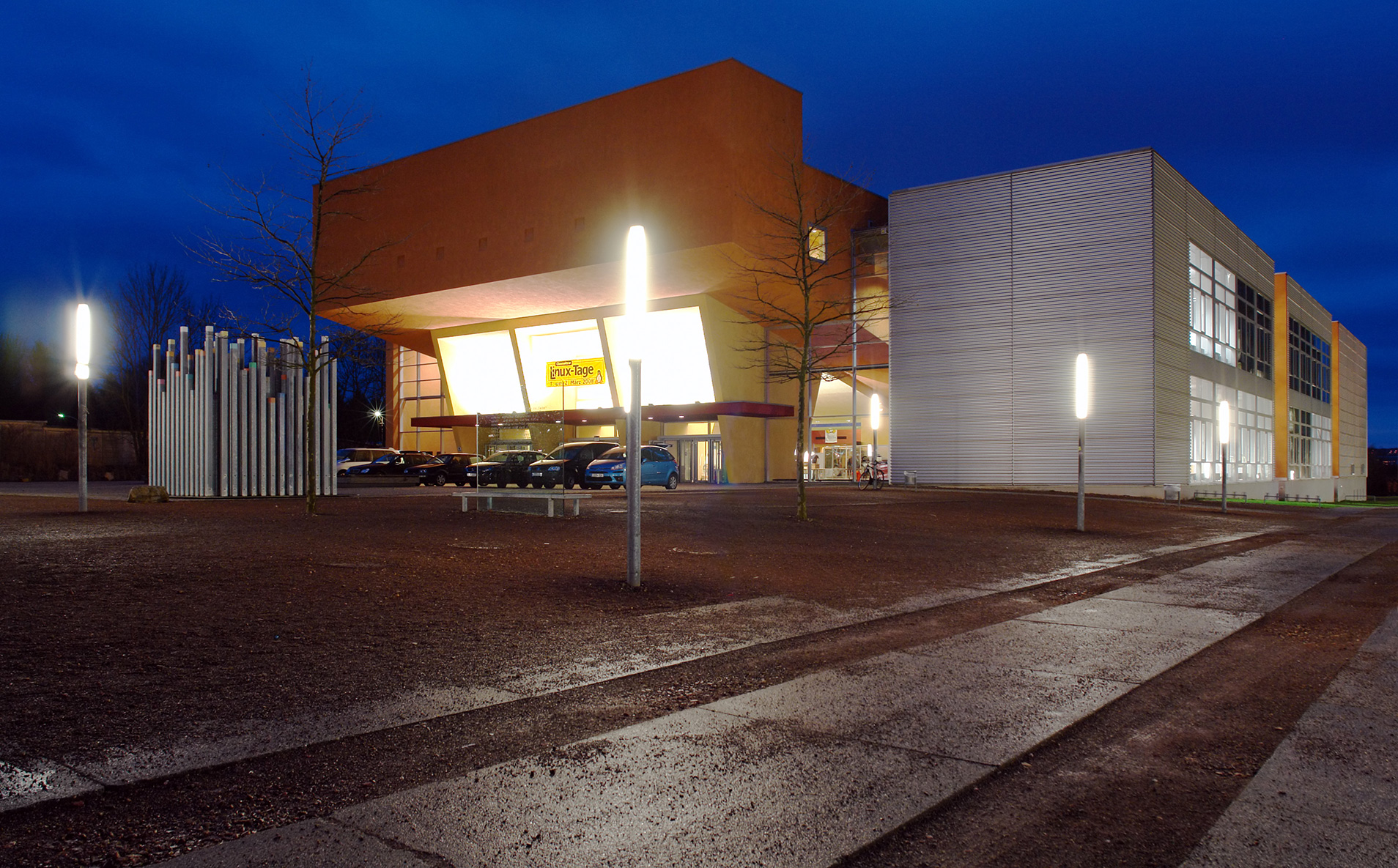
TU Chemnitz, new lecture theater

دانشگاه تکنولوژی کمنیتس (آلمانی: Technische Universität Chemnitz) واقع در شهر کمنیتس کشور آلمان است. این دانشگاه با داشتن ۱۰ هزار دانشجو بزرگترین دانشگاه ایالت زاکسن است.